# Cornelius Wiedl
Cornelius Wiedl SVD (* 14. November 1897 in Flossing, Polling, Landkreis Mühldorf am Inn; † 6. Februar 1944 in der Bismarcksee) war ein deutscher römisch-katholischer Ordensbruder, Steyler Missionar und Märtyrer.

## Leben
Joseph Wiedl trat bei den Steyler Missionaren ein und trug als Bruder (nicht Priester) den Ordensnamen Cornelius (nach dem heiligen Cornelius). Er ging in die Papua-Neuguinea-Mission. Nach der Besetzung Neuguineas durch die japanischen Invasionstruppen 1942 wurde er zusammen mit Bischof Franziskus Wolf und zahlreichen Mitbrüdern und Missionsschwestern in einem Sammellager auf der Vulkaninsel Manam interniert, wo sie an Unterernährung litten und an Malaria erkrankten. Am 5. Februar gingen sie unter Protest auf das japanische Transportschiff Yorishime Maru, das am 6. Februar nachts von der amerikanischen Luftwaffe angegriffen wurde. Es starben 46 Menschen, darunter Cornelius Wiedl. Eine Gedenkstätte befindet sich in Alexishafen.

## Gedenken
Die Römisch-katholische Kirche in Deutschland hat Bruder Cornelius Wiedl als Märtyrer in das deutsche Martyrologium des 20. Jahrhunderts aufgenommen.